# East Delhi (Distrikt)
Der Distrikt East Delhi (Hindi पूर्वी दिल्ली जिला, englisch East Delhi district) ist ein Distrikt des Nationalen Hauptstadtterritoriums Delhi in Indien. Er ist Teil der eine einzige Agglomeration bildenden Megastadt Delhi. Der Distrikt wurde im Jahr 1997 gegründet, bei der Reorganisation der Distrikte Delhis im Jahr 2012 aber in seiner Grenzziehung erheblich verändert.

## Geographie
Der Distrikt liegt im Osten des Hauptstadtterritoriums auf der orographisch linken Seite des Yamuna. Er grenzt dort an den benachbarten Bundesstaat Uttar Pradesh im Bereich der Städte Ghaziabad und Noida. 

## Verwaltungsgliederung
Der Distrikt East Delhi ist wie die übrigen zehn Distrikte des Hauptstadtterritoriums in drei tehsils (Subdistrikte) unterteilt, nämlich Gandhi Nagar, Mayur Vihar und Preet Vihar.

## Geschichte

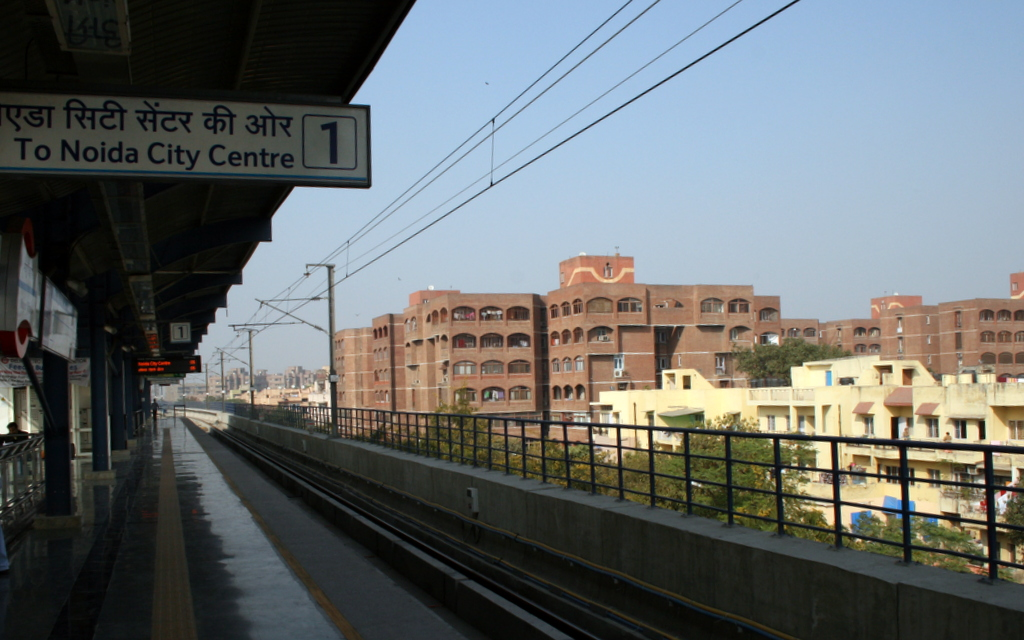
Blick von der Metrostation in Mayur Vihar

Ein Distrikt namens East Delhi besteht seit 1997, als das vormals aus einem einzigen Distrikt bestehende Hauptstadtterritorium in neun Distrikte geteilt wurde. In seinen damaligen Grenzen war der Distrikt 63 km² groß und hatte bei der Volkszählung 2011 rund 1,71 Millionen Einwohner.
Bei der Reorganisation der Distrikte Delhis im Jahr 2012, als deren Gesamtzahl auf elf erhöht wurde, erfuhr der Distrikt durch die Errichtung des neuen Distrikts Shahdara eine erhebliche Verkleinerung, weshalb ältere statistische Daten nicht mehr vergleichbar sind.